# 西岡秀子
西岡 秀子（にしおか ひでこ、1964年3月15日 ‐ ）は、日本の政治家。国民民主党の衆議院議員（3期）。国民民主党長崎県連代表。
参議院議長や文部大臣、自由民主党総務会長等を務めた元参議院議員の西岡武夫は父。

## 来歴
長崎県長崎市生まれ。長崎大学教育学部附属小学校、長崎大学教育学部附属中学校、活水高等学校、学習院女子短期大学、学習院大学法学部卒業。大学卒業後、NEC勤務を経て、父・西岡武夫の秘書を務めた。
2016年1月、次期参議院議員通常選挙に民主党公認で長崎県選挙区（定数1）から立候補する意向を表明した。同年3月17日、市民団体が仲介する形で、民主党、日本共産党、社会民主党、生活の党の4党が西岡を長崎県選挙区の野党統一候補とすることに合意した。第24回参議院議員通常選挙に民進党の公認、社会民主党・生活の党の推薦を受けて長崎県選挙区から出馬したが、自由民主党現職の金子原二郎に敗れ、落選した。なお、金子はかつて父・武夫が長崎県知事選挙を争い、敗れた間柄である。
2017年9月24日、民進党の高木義明衆議院議員（比例九州ブロック選出）が次期衆議院議員総選挙に出馬せず、政界を引退する意向を表明。高木の引退を受け、民進党長崎県連は高木の後継に、長崎1区から西岡を擁立する方針を決定した。当初、西岡は出馬を固辞していたが、岡田克也ら党幹部の説得を受け、出馬の要請を受け入れた。9月27日、前原誠司代表が民進党を事実上解党し、旧希望の党からの立候補を容認する方針を表明。西岡も公認申請を行い、希望の党公認で長崎1区から出馬。長崎1区で自由民主党前職の冨岡勉を1万票超の差をつけて破り、初当選した。希望の党の新人候補で小選挙区で初当選したのは西岡のみであった。
2018年5月7日、民進党・旧希望の党が合流し、結党した国民民主党に参加した。
2020年9月3日、立憲民主党と国民民主党の合流新党への入党受け付けが締め切られたが参加しなかった。9月13日には、（新）国民民主党に参加することを明らかにし、代表の玉木雄一郎に入党の意向を伝えた。
2021年10月31日の第49回衆議院議員総選挙では、安倍晋三の元政策秘書で自民党公認の初村滝一郎に比例復活も許さず再選。
2024年10月27日の第50回衆議院議員総選挙では、自民党公認の下条博文に比例復活も許さず3選。

## 政策・主張
- 日本国憲法の改正に賛成だが、日本国憲法第9条の改正については賛否を明らかにしていない[23]。
- 憲法への緊急事態条項の創設に反対[23]。
- アベノミクスを評価しない[23]。
- 高収入の一部専門職を労働時間規制から除外する高度プロフェッショナル制度の導入に反対[23]。
- 原子力発電について「当面は必要だが、将来的には廃止すべき」としている[23]。
- カジノの解禁に反対[23]。
- 日本の核武装について「将来にわたって検討すべきでない」としており、非核三原則の「持ち込ませず」の部分についても「議論する必要はない」としている[23]。

## 選挙歴
| 当落 | 選挙                     | 執行日         | 選挙区       | 政党       | 得票数     | 得票率 | 定数 | 得票順位 /候補者数 | 政党内比例順位 /政党当選者数 |
| ---- | ------------------------ | -------------- | ------------ | ---------- | ---------- | ------ | ---- | ------------------ | ---------------------------- |
| 落   | 第24回参議院議員通常選挙 | 2016年07月10日 | 長崎県選挙区 | 民進党     | 28万5743票 | 44.91% | 1    | 2/3                | /                            |
| 当   | 第48回衆議院議員総選挙   | 2017年10月22日 | 長崎県第1区  | 希望の党   | 9万569票   | 48.53% | 1    | 1/3                | /                            |
| 当   | 第49回衆議院議員総選挙   | 2021年10月31日 | 長崎県第1区  | 国民民主党 | 10万1877票 | 56.07% | 1    | 1/2                | /                            |
| 当   | 第50回衆議院議員総選挙   | 2024年10月27日 | 長崎県第1区  | 国民民主党 | 8万7784票  | 52.5%  | 1    | 1/5                | /                            |